# Головченко Петро Овксентійович
Петро Овксентійович Голо́вченко (нар. 1898, Козельщина — пом. 1938, Полтава) — український радянський архітектор; член Спілки архітекторів України з 1937 року.

## Біографія
Народився у 1898 році в селі Козельщині Полтавської губернії Російської імперії (тепер селище міського типу Полтавської області, Україна) в сім'ї станційного сторожа. 1930 року закінчив архітектурний факультет Київський художній інститут (майстерня Василя Кричевського). Працював у київській, харківській та одеській філіях «Діпрограду», де брав участь у проєектуванні генеральних планів реконструкції Кривого Рогу, Сталіно, Херсона, Одеси. Читав курс архітектури в майстерні Київської індустріальної профшколи.
Протягом 1933–1938 років обіймав посаду головного архітектора Сталіно, з 1938 року — головного архітектора Полтави. Помер в Полтаві влітку 1938 року внаслідок важкої хвороби.

## Творчість
- Автор проєкту готелю для державного заповідника «Могила Т. Шевченка» у Каневі (збудований протягом 1928—1929 років, під час німецько-радянської війни знищений).
- Виконав архітерну частину пам'ятника Феліксу Дзержинському в Сталіно.

Автор статті «Планування і будівництво м. Сталіно» // «АРУ», 1938, № 3.